# Ruy López Ridaura
Ruy López Ridaura es un médico, epidemiólogo y funcionario mexicano, actualmente Subdirector sde Servicios de Salud de Petróleos Mexicanos (PEMEX), empresa productiva del Gobierno de México. Su interés como médico e investigador está centrado en la nutrición, los ambientes alimentarios, el cáncer de mama, la diabetes, entre otros padecimientos.

## Trayectoria académica
López Ridaura se graduó en 1994 como médico cirujano por la Facultad de Medicina de la Universidad Nacional Autónoma de México (UNAM). En 1998 una especialización en medicina interna en el Instituto Nacional de Ciencias Médicas y Nutrición Salvador Zubirán (INNSZ).
Posteriormente, hizo una Maestría en Ciencias Médicas en la Universidad Nacional Autónoma de México, concluyendo en 2000, y concluyó en 2008 un doctorado en Epidemiología Nutricional por la Escuela T.H. Chan de Salud Pública de la Universidad de Harvard.

## Trayectoria profesional
Desde 1998 hasta 2000 fue médico adscrito en el INCMNSZ. Desde 2005 a 2007 López Ridaura fue responsable de la División de estudio de enfermedades crónicas en el Instituto Nacional de Salud Pública (INSP). De 2007 a la fecha es jefe de la Unidad de Investigación en Diabetes y Riesgo Cardiovascular e Investigador en Ciencias Médicas en ese mismo instituto.
Desde 2007 es director e investigador principal del proyecto Estudio de la Salud de las Maestras (Cohorte Esmaestras), un proyecto de largo plazo dedicado al estudio del desarrollo de enfermedades crónicas en profesoras mexicanas. De 2013 a 2014 fue investigador visitante en el instituto de investigación del Hospital Universitario La Paz de España. Es miembro de las facultades del INSP y del INCMNSZ.
Fue director general del Centro Nacional de Programas Preventivos y Control de Enfermedades (CENAPRECE) del Gobierno de Méxicodonde, en 2020 integró el equipo dedicado al combate a la pandemia de COVID-19 en México.
El 16 de octubre de 2023, fue nombrado por el presidente Andrés Manuel López Obrador como Subsecretario de Prevención y Promoción de la Salud, reemplazando a Hugo López Gatell, concluyendo el 30 de septiembre de 2024.
Con la administración de la Presidenta Claudia Sheinbaum Pardo, López Ridaura fue nombrado director general de Promoción de la Salud, cargo que desempeñó entre el 1 de octubre de 2024 al 26 de enero de 2025; para posteriormente asumir la Subdirección de Servicios de Salud de la empresa productiva del estado PEMEX a partir del 1 de febrero de 2025.
En estos dos últimos cargos, ha fungido en representación de México como Convocante Nacional para la Transformación de los Sistemas Alimentarios de la Cumbre de Sistemas Alimentarios de las Naciones Unidas y fue anfitrión del X Foro Regional de Alimentación Escolar para América Latina y el Caribe del Programa Mundial de Alimentos que se realizó en agosto de 2024 en la Ciudad de México.9

## Premios y reconocimientos
- Miembro del Sistema Nacional de Investigadores, 2014[1]